# Paul Verhuyck
Paul Verhuyck (Antwerpen, 27 augustus 1940 - Graauw, 26 september 2018) was een Vlaamse schrijver, woonachtig in Nederland.

## Biografie
Paul Verhuyck studeerde van 1958 tot 1962 Romaanse filologie aan de Rijksuniversiteit Gent. Hij werkte onder meer als docent Frans aan de Hogeschool voor Vertalers & Tolken in Antwerpen. Daarna vertrok hij naar Nederland, waar hij gedurende 27 jaar - van 1972 tot 1999 - als universitair hoofddocent aan de Rijksuniversiteit Leiden verbonden was en oudere Franse en Occitaanse literatuur doceerde. In Leiden promoveerde hij in 1977 op het proefschrift La Bible de Macé de la Charité, II, Lévitique, Nombres, Deutéronome, Josué, Juges (promotor Jean-Robert Smeets).
Paul Verhuyck woonde in Graauw (Zeeuws-Vlaanderen), met zijn echtgenote Corine Kisling. Hij was de broer van Luc Verhuyck, die boeken schreef over Rome, Florence, Venetië en Napels.

## Publicaties

### Non-fictie
Verhuyck publiceerde een aantal wetenschappelijke studies op zijn vakgebied: veertien boeken (waarvan zes in het Frans) en zevenenvijftig artikelen (waarvan negenentwintig in het Frans). Hieronder worden alleen de boeken vermeld.